# Chimichanga

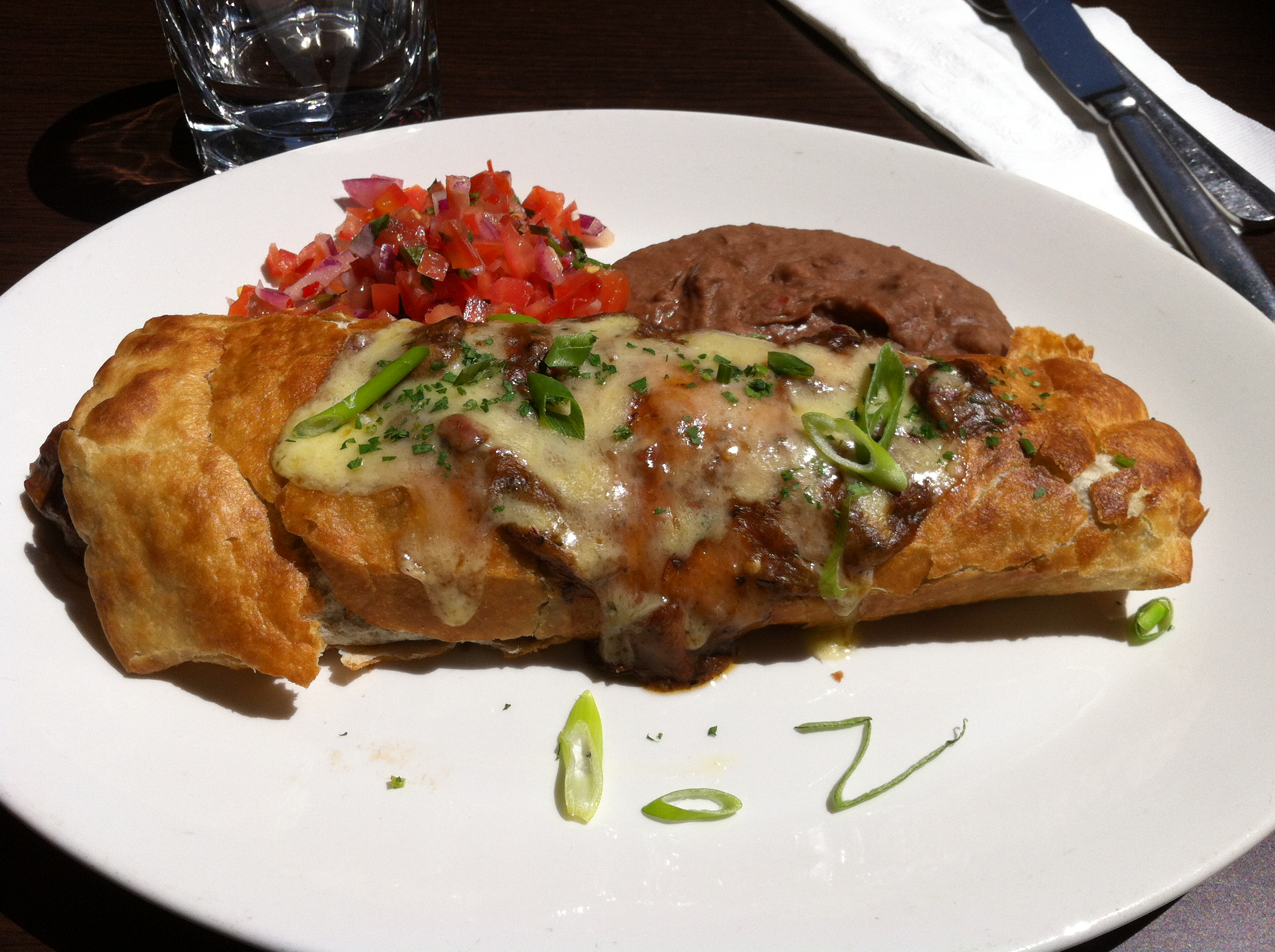
Una chimichanga.

La chimichanga es un platillo hecho a base de una tortilla de harina frita, rellena de carne y otros ingredientes, consumido principalmente en el norte de México y en el estado de Arizona, en los Estados Unidos. La preparación tiene algunas diferencias, entre los estados de México en donde se prepara son Chihuahua, Baja California, Sonora y Sinaloa. Es un burrito frito, generalmente en aceite o manteca.

## Historia
El origen del platillo y la palabra tiene varias versiones, aunque se desconoce con seguridad el país exacto de origen del platillo. La más antigua data de principios del siglo XX, cuando los inmigrantes chinos en Sonora, hacían el chun kun con la tortilla de harina estilo Sonora. De otras versiones indican que, al menos dos restaurantes de Arizona, que se adjudican la autoría. El Macayo de Phoenix y Café el Charro de Tucson.

## Características
En el estado de Sonora, las chimichangas son hechas con tortillas de harina grandes o sobaquera (tortillas de agua), y se hace un burrito cuyo relleno es carne de res deshebrada sazonada con sal y pimienta, puede o no llevar papa cocida o simplemente se rellena con frijoles. Posteriormente, este burrito se fríe en aceite y se le unta mayonesa, se le pone encima col o lechuga, salsa licuada de chiltepín o pico de gallo, limón, media crema, trocitos de tomate y aguacate. 
Generalmente, se extiende la tortilla de harina y se rellena con un guiso de carne deshebrada, se va doblando hasta que toma la forma de un rectángulo. En esa forma puede consumirse como burrito, pero si se fríe se le llama chimichanga. 
El tamaño de la tortilla de harina de trigo varía según la región, hogar o negocio que la produce comercialmente; desde las pequeñas que igualan en tamaño a un plato plano (base de un plato hondo), hasta la tortilla llamada sobaquera, que rebasa el tamaño de una pizza grande y muy delgadas. Esta última es la que se utiliza para elaborar las chimichangas en el estado de Sonora. 
Las tortillas de harina están dobladas como paquetes rectangulares y rellenas con una variedad de ingredientes, comúnmente habas, arroz, queso, y carne. Después se fríen y se sirven, acompañadas a veces con guacamole, o más queso, si el comensal así quiere puede ponerle un poco de salsa picante.
En otras regiones de México, y específicamente en el estado de Sinaloa, son hechas de tortilla de harina de menor tamaño, rellenas de carne deshebrada, picadillo o chilorio. 
En el estado de Sinaloa, en algunas regiones son una botana de uso común, que lleva como base una fritura de harina mejor conocida en la región como "vieja" o "duro". Por lo regular es servida con verdura picada o rallada: lechuga, zanahoria, pepino y es aderezada con crema ácida, salsas de la región y limón; hay quien gusta de ponerle salchicha picada y/o cueritos encurtidos de cerdo. Por último, es adornada con queso molido.
En otros estados se prepara empleando la tortilla de harina sin freír, bañada en salsa o puré de tomate así como frijoles charros, relleno de pollo y queso gratinado sobre el platillo.

## En películas y series de televisión
En la serie de televisión Stargate SG-1, al principio del episodio 21 de la temporada 3, titulado "El cráneo de cristal (Crystal Skull)", puede leerse el nombre de un sitio arqueológico "Ay Chimichanga Skull Excavation".
Es mencionada en la película The Emoji Movie cuando entran al Firewall y al momento de adivinar la contraseña "su comida favorita" "chimichangas".
Se mencionan por el personaje Deadpool en sus películas en la primera entrega hace mención de que ama las chimichangas.
En la película La familia de mi esposo, en una escena la contestadora dice que quiere unas chimichangas.
En la película Shrek Forever After, uno de los ogros, llamado Cocinillas, menciona que al finalizar la batalla de los ogros contra las brujas pondrá su carrito de chimichangas.
En la película The Heartbreak Kid, Eddie (Ben Stiller) le explica como motivo de su tardanza a su esposa Lila (Malin Akerman) durante su luna de miel el tener que esperar unas chimichangas.
En la película Jack and Jill, Jill se excusa del auto de su novio diciendo que se le sale la chimichanga haciendo referencia a que se está defecando.
En el cortometraje 6323, dirigido por Sebastián Ramírez Rodríguez, uno de los personajes menciona las chimichangas como su fuente de poder sobrenatural.
En el capítulo x9 de la temporada 22 de South Park, aparece un hombre vestido con poncho y sombrero charro ofreciendo chimichangas en el Show de Terrance & Phillip.
En la serie de televisión Dos hombres y medio, en el capítulo 19 de la temporada 3 titulado "Recristo, menuda jaca", Candy y Judith se van juntas de parranda y se gastan todo el dinero en chupitos y chimichanga. Y más adelante, cuando Charlie conoce a la madre de Candy suelta la expresión "chimichanga". 
En el capítulo 8 de la temporada 3 de la serie de televisión Young Sheldon, el hermano de Sheldon los invita a comer chimichangas luego de su primer sueldo como vendedor. 
En la serie El Mentalista, en el capitulo 2 de la séptima temporada, se nombra varias veces a la chimichanga.